# Nicrophorus quadraticollis
Nicrophorus quadraticollis là một loài bọ cánh cứng trong họ Silphidae được miêu tả bởi Portevin năm 1903.